# ابوسفیان دراوسی
ابوسفیان دراوسی (انگلیسی: Abu Sofiane Draouci؛ زادهٔ ۲۲ آوریل ۱۹۶۰) بازیکن هندبال اهل الجزایر بود.